# Duncan e Isadora Quagmire
Duncan e Isadora Quagmire son dos personajes de las novelas de Daniel Handler Una serie de catastróficas desdichas. Sus nombres fueron tomados de la bailarina Isadora Duncan y su apellido, "Quagmire," significa "una difícil o precaria situación".

## Desarrollo
Duncan e Isadora son dos huérfanos trillizos (el tercero, Quigley Quagmire, se cree muerto, pero Lemony Snicket, los Baudelaire y los mismos Quagmire insisten que es técnicamente correcto referirse a ellos como "trillizos") de alrededor de 13 años. Aparecieron por primera vez en Una academia muy austera, en la cual los niños Baudelaires, Violet, Klaus y Sunny, parecieran tener un paréntesis de hermanos porque en este mismo capítulo se ve a los padres de los Baudelaire viviendo con los trillizos en la casa de ellos. En una academia muy austera los 5 se conoces y se vuelven muy amigos pero intentan descubrir la cierta relación entre sus familias.
El Conde Olaf secuestra a los Quagmire al final del libro. Los Baudelaire los encuentran en El ascensor artificioso, pero fallan al rescatarlos. Al final de La villa vil, los Quagmire escapan con Hector en un largo dirigible de La Aldea de los devotos a las aves. En "La villa vil", los Baudelaire intentan subir la escalera que llega al globo de aire caliente pero fallan cuando Esmé Miseria le dispara a la escalera con un arpón. Se creyó que ellos regresarían en El penúltimo peligro, debido a una aparente pista en el dibujo al final del libro anterior, The Grim Grotto. Sin embargo, no aparecieron, así que se cree que lo harán en el último libro El fin. Se sabe que ellos están del lado bueno del cisma. Se mencionó en "The Grim Grotto" que los Baudelaire irían al cielo, insinuando que finalmente se unirían con Hector y con los Quagmire en su vuelo a casa. Kit Snicket revela en El penúltimo peligro que la última vez que se supo que ellos se encontraban volando sobre el mar, pero aparentemente fueron atacados, y más tarde la narración revela que estos atacantes eran Águilas de V.F.D. y un hombre manos de garfio. En El fin los trillizos se reencuentran en la casa voladora de Hector.